# Hrušová
Hrušová (en allemand : Hruschau) est une commune du district d'Ústí nad Orlicí, dans la région de Pardubice, en Tchéquie. Sa population s'élevait à 403 habitants en 2024.

## Géographie
Hrušová se trouve à 6 km au sud-est de Vysoké Mýto, à 16 km à l'ouest-sud-ouest d'Ústí nad Orlicí, à 33 km à l'est-sud-est de Pardubice et à 128 km à l'est-sud-est de Prague.
La commune est limitée par Vysoké Mýto au nord, par Cerekvice nad Loučnou à l'est, par Bučina et Javorník au sud, et par Džbánov à l'ouest.

## Histoire
La première mention écrite de la localité date de 1167.

## Transports
Par la route, Vysoké Mýto se trouve à 6 km de Vysoké Mýto, à 21 km d'Ústí nad Orlicí, à 39 km de Pardubice et à 152 km de Prague. 